# ルービックマジック
ルービックマジック (Rubik's Magic) は、メカニカルパズルの一種。ルービックキューブと同じくルビク・エルネー（エルノー・ルービック）が考案した。
1980年代中盤にマッチボックス社から最初に発売された。日本では1986年にタカラ（現タカラトミー）から発売され、2008年2月16日にはメガハウスより22年ぶりに再発売された（現在は販売終了）。デザインは発売当時のものとおおむね同じだが、リングの彩色の仕方が異なる。

## 概要

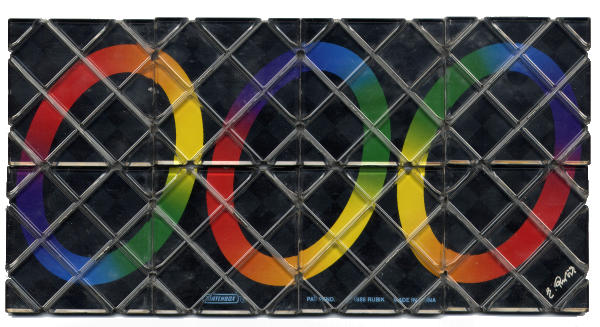
ルービックマジック（初期状態）

このパズルは、斜めに溝が掘られた板8枚を、溝の上に張られたワイヤーにより2×4の長方形につなぎ合わせたものである。このワイヤーにより垂直に8枚の板を折り曲げたり元に戻したりできる。パズルの表面には最初の状態では3つの分離された輪が描かれており、裏面には3つの連結された輪が切れた状態で描かれている。
パズルの目的はパズルを折り曲げてハート型にし、裏面の輪を完全につながった状態にすることである。デザインは発売当時のものは黒い正方形の板に虹色に彩色された輪だったが、1997年に赤い正方形の板に金色の輪に変更された。

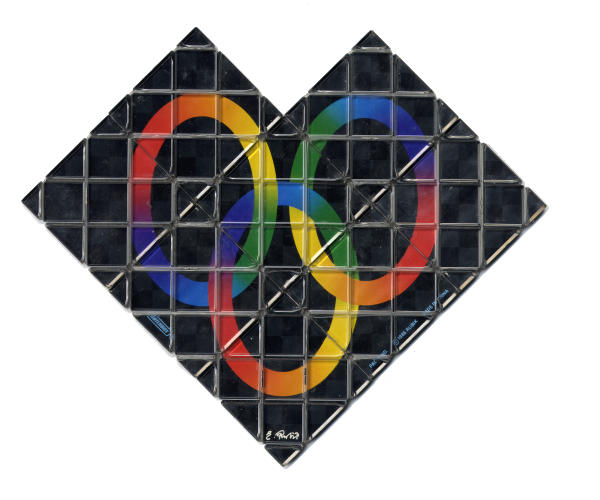
ルービックマジック（完成後）

ルービックマジックを完成させるにはいくつもの方法があり、数秒ですることもできる。所定の形に変形させるという遊び方や、立体的な形にもできる。場合によっては完成時に板の場所、模様が決められていることもある。
ルビクはハンガリー（HU 1211/85、取得日は1985年3月19日）およびアメリカ合衆国（US 4,685,680、取得日は1987年8月11日）にてルービックマジックの特許を取得している。

## 派生商品
1987年にはマッチボックス社から「ルービックマジック・マスターエディション」（日本では「ルービックマジック アンリンク・ザ・リングス」）が発売された。12枚の銀色の板が2×6につなぎ合わせられ、5つの輪が連結されて描かれており、それをWの形状にして全ての輪を切り離すことが目的となる。同時期にマッチボックス社は「ルービックマジック レベル2 クリエイト・ザ・キューブ」も発売した。2枚の板を折り曲げて立方体を作り、板の色が立方体の角に合うようにすることが目的となる。これは初代「レベル1」ほどは流行せず、入手は困難となっている。ルービックマジックをもとにしたボードゲームも発売された。
初代のルービックマジックもアメリカでは1990年代にオッドゾン社より再発売された。前述のように赤い正方形の板に金色の輪というデザインだった。それ以外のデザインのものも発売され、例えば銀色の板に虹色の輪のものも存在した。正式に許諾を得ずに発売された2×8のものもあり、これには輪の代わりに球体が描かれている。改造キットを用いて2×12のものが作られたこともある。

## 詳細

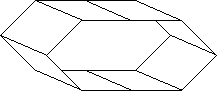
ルービックマジックの鎖

ルービックマジックを使って作ることのできる2×4の長方形の組み合わせは32通りある。これらは8個の独立した鎖から作ることができる。鎖を分類する最も簡単な方法はパズル完成時に中央の部分となる板（3つの輪全ての一部が描かれている板）とその隣りの黄色とオレンジの輪が描かれている板（「標識板」とする）に着目する方法である。
どの鎖も中央の板が外側（Outside）か内側（Inside）どちらかにある。また標識板を中央板の右側に来るように置くと、標識板の輪は上向きの左（Upper Left）、上向きの右（Upper Right）、下向きの左（Lower Left）、下向きの右（Lower  Right）どれかになる。残りの板の位置や方向も中央の板と標識板で決められ、このようにして太字で表した部分を用いて略記すれば"OUL"から"ILR"の独立した8個となる。ただしこれは公式に表記が決められているわけではない。
同様に2×4の長方形の状態も分類できる。各状態は8つの鎖のいずれか1つと関連付けることができ、各鎖は中央の板をどの縁で折り曲げるかでそれぞれ4つの長方形を生み出すこととなる。折り曲げ方に折り曲げる縁から中央の板までの板の数により0,1,2,3と番号を付けることにすると、長方形の分類ができる。初期状態を前述の記法を用いて表せば"OUR2"となる。
またハート型にした時の状態の板の並び方の総数は64通りである。

## 公式記録
世界記録の変遷
- 2003年　3.06秒　ジャープ・サフィウス
- 2004年　1.49秒　ステファン・ポフマン（ヨーロッパチャンピオン大会において）
- 2005年　1.28秒　ボブ・バートン（ダラスで行われたトーナメント大会において）
- 2005年　1.23秒　ステファン・ポフマン
- 2005年　1.14秒　クイン・ルイス（世界大会において）
- 2006年　1.07秒　クレイグ・ボウチャード（アメリカチャンピオン大会において）
- 2008年　0.87秒　マーチャス・クチ（ベルギーのオープン大会において）
- 2010年　0.71秒（単発）, 0.80秒（平均）　王宇軒（北京非キューブ大会2010）
- 2011年　0.69秒（単発）, 0.76秒（平均）　王宇軒（北京非キューブ大会2011）※単発平均共に2013年3月現在の世界記録である。